# كارلوس راموس
كارلوس راموس (بالإسبانية: Carlos Humberto Ramos)‏ (29 أبريل 1958 - ) هو مدرب كرة قدم ولاعب كرة قدم تشيلي في مركز الهجوم، شارك في الألعاب الأولمبية الصيفية 1984. وشارك مع منتخب تشيلي لكرة القدم. أما مع النوادي، فقد لعب مع أوداكس إيتاليانو ونادي أونيفرسيداد دي تشيلي ونادي كوبريسال وديبورتيس إيكيكي.

## وصلات خارجية
- كارلوس راموس على موقع الاتحاد الدولي (مؤرشف)  (الإنجليزية)
- كارلوس راموس على موقع ناشيونال فوتبول تيمز (الإنجليزية)
- كارلوس راموس على موقع أوليمبيديا (الإنجليزية)